# 웨상섬 해전 (1944년)
웨상섬 해전 또는 브르타뉴 해전은 1944년 6월 9일 아침에 발생하였다. 독일 제국해군과 연합군 구축함 함대가 브르타뉴 해안에서 맞붙었다. 이 전투는 노르망디 상륙 이후 노르망디 일대에서 벌어진 첫 해안이었고, 혼란스러운 교전 이후 연합군은 독일군 구축함 1대를 격침시키고 또다른 구축함을 해안가로 후퇴시키는데 성공했다. 해안가로 간 구축함은 그곳에서 좌초되었다.

## 배경
1944년 6월 6일, 노르망디에서의 첫 상륙이 시작된 이후 독일 구축함 Z24와 Z32로 구성된 제8구축함편대의 잔존 함대는 부제독 테오도르 크앙케에 의해 지롱드강에서 브레스트로 이동하라는 명령을 받았다. 이 명령은 비스케이만으로 항해하던 독일 해군을 공격하기 위해 출격한 영국 공군 해안 사령부의 캐나다 브리스톨 뷰파이터에 의해 해독되었다. 확실시된 기습에서 Z32 구축함이 약간의 피해를 입었다. Z24와 Z32가 대공 무기를 더 장착하기 위해 정박한 브레스트에 독일 해군은 항만을 건립했다. 그들은 엘빙급 어뢰함 및 어뢰정 T-24를 이끌고 6월 8일 해상에서 다시 모습을 드러냈다. 이들은 독일군의 전력을 보강하기 위해 셸부르 일대로 이동하려는 목표를 가지고 있었고, 테오도르 폰 베흐톨셰임이 지휘를 맡았다. 연합군은 독일군의 의도를 울트라 해독기를 통해 알게되었고, 제10구축함편대가 영국 해협을 통과하는 독일 선박을 가로막으면서 더욱 구체화되었다. 제10구축함편대는 이때 바실 존스 대령이 이끌고 있었고, 그는 트라이벌급 구축함 HMS 타타르 F43-6에 탑승하고 있었다. 이 구축함 외에도 HMS 아샨티 HMS 에스키모, HMS 자벨린 그리고 캐나다 선박 HMCS 하이다, HMCS 위롱, 폴란드 선박 ORP 피오륀과 OPR 비와스카비차 등이 제10구축함편대 소속이었다. 존스는 그의 편대를 2개로 나누어 제19사단과 제20사단으로 나누었다. 제19사단에는 에스키모, 자벨린, 피오륀, 비와스카비차가 참여했고, 제20사단에는 타타르, 아샨티, 위롱, 하이다가 참여했다.

## 교전
영국군 함대가 영국 해협을 따라 서쪽으로 이동하는 동안 6월 9일 오전 1시 직후 독일군 함대가 레이다에 탐지되었다. 일레 데 바츠에서 30마일 동동북 떨어진 곳에 있는 독일군 함선을 만나기 위해 존스의 함대는 그의 병력을 이동시켰다. 두 편대는 그 직후 맞붙었고, 함포와 어뢰가 양측 함대에서 발사되었다. 타타르가 여러 번 공격을 받았지만 여전히 적에게 포탄을 발사할 수 있었고, 함선의 속도도 다시 회복되었다. ZH1이 타타르와 아샨티의 공격을 동시에 받았고, 아샨티가 직사거리에서 어뢰 2발을 발사했다. 1발이 ZH1을 맞춰 조타가 날아갔다. 함선이 고장나자 함장 클라우스 바크로는 배를 버릴 것을 명령했고, 2시 40분 함선은 승무원들에 의해 좌초되었다. 바크로는 39명의 사망자 중 1명이었다. 28명은 프랑스에 도달하는 데 성공했고, 나머지 140명은 영국군에 의해 구조되었다.
하이다와 위롱은 Z24 및 T-24와 격전을 치르고 있었으며 독일군 함선은 영국군 기뢰 매설 지역으로 이동했다. 캐나다 군은 이들을 유인하려했으나 독일군 함선을 놓치고 말았다. Z24와 T-24는 다시 편대를 짜서 영국군과 함대와 교전하려고 시도했으나 이들은 지역을 떠났기 때문에 아무것도 발견할 수 없었다. 하이다와 위롱은 이 지역으로 돌아와 폰 베흐톨셰임의 Z32로 접근했는데 Z32는 이미 많은 양의 포격을 받고 독일군 함대와 연락이 끊긴 뒤였다. 서로의 국적을 확인할 방법이 없어 혼란이 있었으나 캐나다군이 독일군 함선임을 발견하자 영국군 함선들이 포를 쏘기 시작했다. 폰 베흐톨셰임은 최고 속력으로 달아났으나 Z32는 큰 피해를 입었고, 일레 데 바츠 지역의 해안을 따라 이동하다가 좌초되었다.